# Rivière Tortue (L'Islet)
Pour les articles homonymes, voir Tortue (homonymie).
La rivière Tortue est un affluent de la rive sud du fleuve Saint-Laurent où il se déverse à l'est du village de L'Islet-sur-Mer.
Ce cours d'eau coule dans les municipalités de Saint-Aubert et de L'Islet, dans la municipalité régionale de comté (MRC) de L'Islet, dans la région administrative de Chaudière-Appalaches, au Québec, au Canada.

## Géographie
La rivière Tortue prend sa source dans la municipalité de Saint-Aubert. Cette source est située en zone forestière et agricole à 7,4 km à l'est de la rive sud de estuaire moyen du Saint-Laurent, à 2,3 km à l'ouest du lac Trois Saumons, à 7,4 km au sud du centre du village de Saint-Aubert et à 9,2 km à l'est du village de L'Islet.
À partir de sa source, la rivière Tortue coule sur 11 km, répartis selon les segments suivants :
- 1,1 km vers le nord-ouest, dans Saint-Aubert, jusqu'à la limite de L'Islet ;
- 1,6 km vers l'ouest en recueillant les eaux du ruisseau Thibault (venant du nord-est), jusqu'au chemin Lamartine Est, qu'elle coupe à 4,3 km au nord-ouest du centre du village de Saint-Eugène ;
- 4,0 km vers le nord-ouest dans L'Islet, en coupant la route de la Tortue, jusqu'au chemin Morin ;
- 0,4 km vers le nord, jusqu'à l'autoroute 20 ;
- 1,4 km vers le nord-ouest, en traversant la voie ferrée et en passant au nord-est du village de L'Islet, jusqu'à la confluence de la rivière Tortue Sud-Ouest ;
- 2,6 km vers le nord, en passant à l'est du village de L'Islet-sur-Mer en traversant la route 132, jusqu'à sa confluence.

Au terme de son cours, la rivière Tortue se jette sur la longue grève (à marée basse) sur la rive sud du fleuve Saint-Laurent. Cette confluence est située à 3,2 km au nord-est du village de L'Islet-sur-Mer et au sud-ouest du village de Saint-Jean-Port-Joli.

## Toponymie
Le toponyme rivière Tortue a été officialisé le 5 décembre 1968 à la Commission de toponymie du Québec.